# Kirchhöfer
Als Kirchhöfer wurden in Teilen von Nordwestdeutschland bäuerliche Siedler, Höker oder Kleingewerbetreibende genannt, die sich in Kirchdörfern auf Kirchenland, typischerweise rund um den Kirchhof, ansiedelten und Handwerksberufen nachgingen. Zusammen mit den Wördenern standen sie auf derselben sozialen Stufe wie die Brinksitzer.